# برودهيد (ويسكونسن)
برودهيد (بالإنجليزية: Brodhead, Wisconsin)‏ هي بلدة و مدينة من الدرجة الرابعة تقع في الولايات المتحدة في مقاطعة غرين (ويسكونسن). يقدر عدد سكانها بـ 3,293 نسمة ومساحتها 4.77 كم2 وترتفع عن سطح البحر 242 متر.

## التركيبة السكانية
قام مكتب تعداد الولايات المتحدة بتحديد بيانات التركيبة السكانية لبرودهيد في تعداد الولايات المتحدة. في ما يلي، التركيبة السكانية حسب تعدادي 2000 و2010.

### تعداد عام 2000
بلغ عدد سكان بروكتون 245 نسمة بحسب تعداد عام 2000، وبلغ عدد الأسر 67 أسرة وعدد العائلات 59 عائلة مقيمة في البلدة. في حين سجلت الكثافة السكانية 1,285.7 نسمة لكل ميل مربع (496.4/كم2). وبلغ عدد الوحدات السكنية 72 وحدة بمتوسط كثافة قدره 377.8 نسمة لكل ميل مربع (145.9/كم2).
وتوزع التركيب العرقي للبلدة بنسبة 13.06% من البيض و 84.90% من الأمريكيين الأصليين و 0.41% من سكان جزر المحيط الهادئ و 1.63% من عرقين مختلطين أو أكثر.
بلغ عدد الأسر 67 أسرة كانت نسبة 47.8% منها لديها أطفال تحت سن الثامنة عشر تعيش معهم، وبلغت نسبة الأزواج القاطنين مع بعضهم البعض 37.3% من أصل المجموع الكلي للأسر، ونسبة 37.3% من الأسر كان لديها معيلات من الإناث دون وجود شريك، وكانت نسبة 11.9% من غير العائلات. تألفت نسبة 9.0% من أصل جميع الأسر من أفراد ونسبة 1.5% كانوا يعيش معهم شخص وحيد يبلغ من العمر 65 عاماً فما فوق. وبلغ متوسط حجم الأسرة المعيشية 3.85، أما متوسط حجم العائلات فبلغ 3.66.
بلغ العمر الوسطي للسكان 25 عاماً. وكانت نسبة 42.0% من القاطنين تحت سن الثامنة عشر، وكانت نسبة 7.8% بين الثامنة عشر والأربعة وعشرون عاماً، ونسبة 25.3% كانت واقعةً في الفئة العمرية ما بين الخامسة والعشرون حتى والأربعة وأربعون عاماً، ونسبة 19.2% كانت ما بين الخامسة والأربعون حتى الرابعة والستون، ونسبة 5.7% كانت ضمن فئة الخامسة والستون عاماً فما فوق. يوجد لكل 100 أنثى 91.4 ذكر، ويوجد لكل 100 أنثى في الثامنة عشر من عمرها فما فوق 94.5 ذكر.
بلغ متوسط دخل الأسرة في البلدة 19,167 دولار، أما متوسط دخل العائلة فبلغ 19,167 دولار. وكان متوسط دخل الذكور 30,625 دولار مقابل 25,625 دولار للإناث. وسجل دخل الفرد الخاص بالبلدة 8,231 دولار. وكانت نسبة 43.5% من العائلات ونسبة 50.8% من السكان تحت خط الفقر، وكان من هؤلاء نسبة 53.3% تحت سن الثامنة عشر ونسبة 85.7% في الخامسة والستين من العمر وما فوق.

### تعداد عام 2010
بلغ عدد سكان برودهيد 3,293 نسمة بحسب تعداد عام 2010، وبلغ عدد الأسر 1,346 أسرة وعدد العائلات 851 عائلة مقيمة في المدينة. في حين سجلت الكثافة السكانية 1,789.7 نسمة لكل ميل مربع (691.0/كم2). وبلغ عدد الوحدات السكنية 1,452 وحدة بمتوسط كثافة قدره 789.1 لكل ميل مربع (304.7/كم2).
وتوزع التركيب العرقي للمدينة بنسبة 96.4% من البيض و 0.3% من الأمريكيين الأصليين و 0.5% من الأمريكيين ذوي الأصول الآسيوية و 0.1% من الأمريكيين الأفارقة و 0.8% من عرقين مختلطين أو أكثر.
بلغ عدد الأسر 1,346 أسرة كانت نسبة 32.3% منها لديها أطفال تحت سن الثامنة عشر تعيش معهم، وبلغت نسبة الأزواج القاطنين مع بعضهم البعض 46.8% من أصل المجموع الكلي للأسر، ونسبة 11.4% من الأسر كان لديها معيلات من الإناث دون وجود شريك، بينما كانت نسبة 5.1% من الأسر لديها معيلون من الذكور دون وجود شريكة وكانت نسبة 36.8% من غير العائلات. وبلغ متوسط حجم الأسرة المعيشية 3.01، أما متوسط حجم العائلات فبلغ 2.41.
بلغ العمر الوسطي للسكان 38.4 عاماً. وكانت نسبة 25% من القاطنين تحت سن الثامنة عشر، وكانت نسبة 7.9% بين الثامنة عشر والأربعة وعشرون عاماً، ونسبة 26.1% كانت واقعةً في الفئة العمرية ما بين الخامسة والعشرون حتى والأربعة وأربعون عاماً، ونسبة 23.3% كانت ما بين الخامسة والأربعون حتى الرابعة والستون، ونسبة 17.6% كانت ضمن فئة الخامسة والستون عاماً فما فوق. وتوزع التركيب الجنسي للسكان بنسبة 47.3% ذكور و52.7% إناث.

## معرض صور

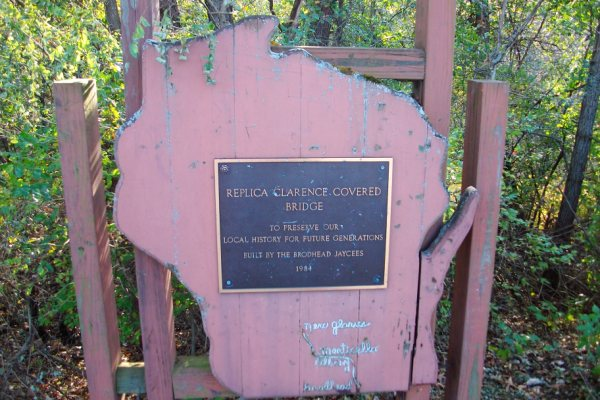
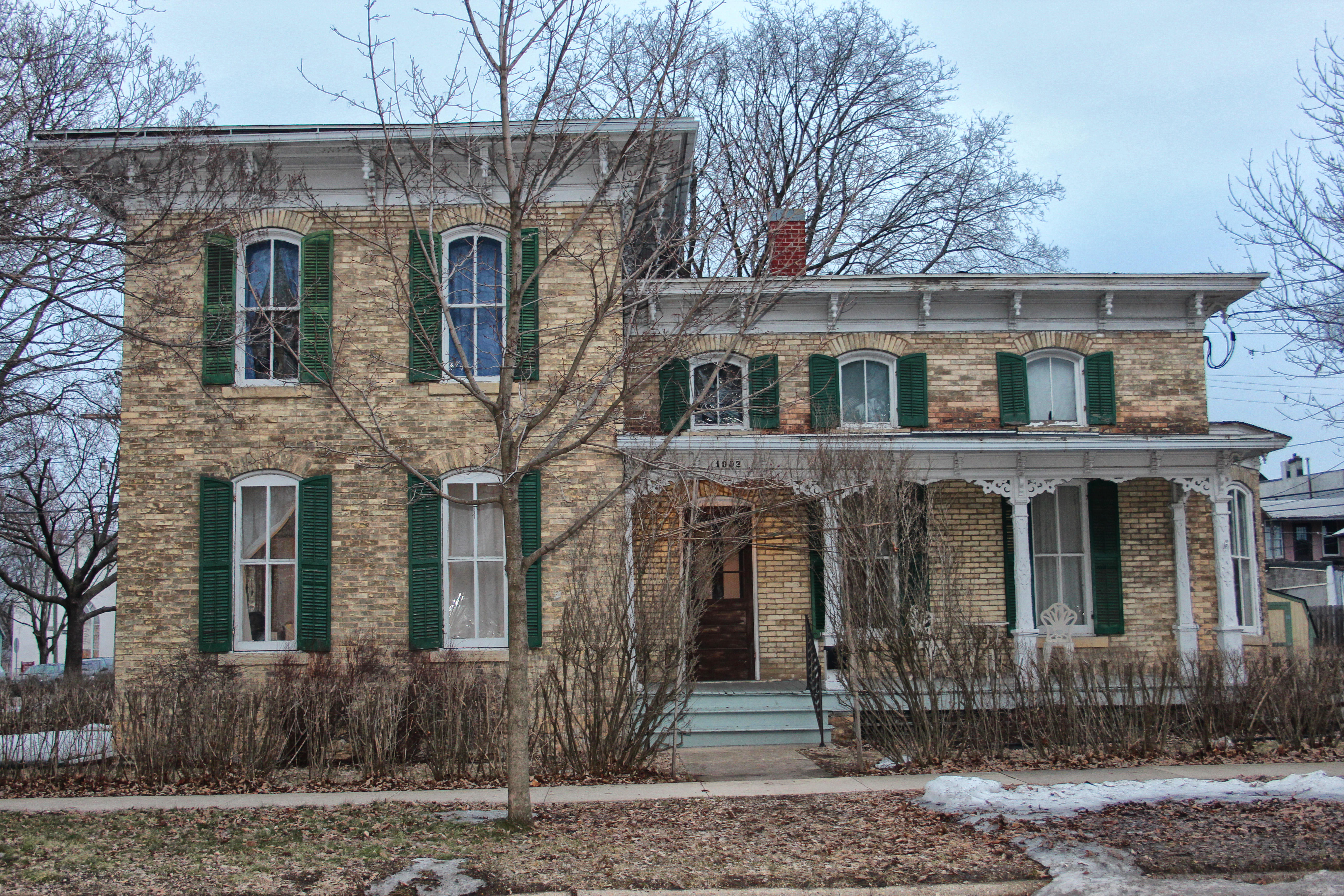
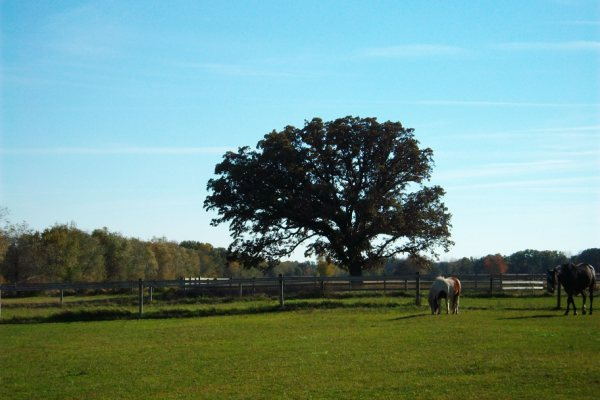
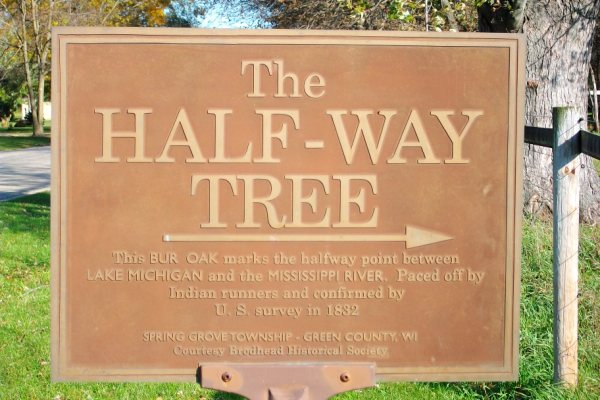
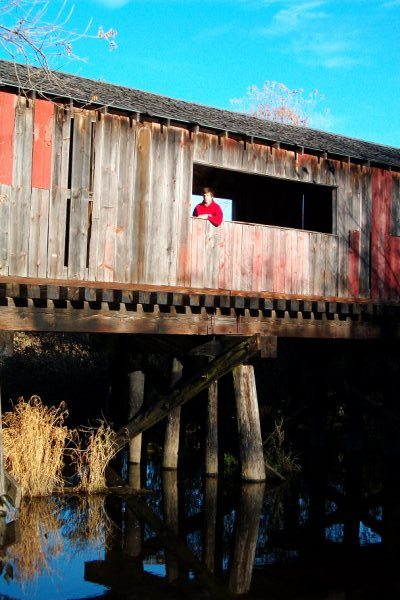